# سارة ميتون
سارة داون ميتون (من مواليد 20 يونيو 1996) هي لاعبة ألعاب قوى كندية متخصصة في رياضة دفع الجلة. وهي الحائزة على الميدالية الفضية في حدث دفع الجلة ضمن بطولة العالم لألعاب القوى 2023 والميدالية الذهبية في بطولة العالم لألعاب القوى داخل الصالات 2024 في دفع الجلة للسيدات، وهي أول كندية تحصل على ميدالية في دفع الجلة في أي من بطولات ألعاب القوى العالمية. كما أنها بطلة الألعاب الأمريكية 2023، وألعاب الكومنولث 2022، وألعاب الجامعات الصيفية 2019.
مثلت ميتون كندا في دورة الألعاب الأولمبية الصيفية 2020 لكنها كانت في المركز الثامن والعشرين في جولة التصفيات ولم تتقدم إلى النهائي، وتحمل الأرقام القياسية الوطنية في دفع الجلة للسيدات داخل الصالات المغلقة وخارجها.

## المسابقات الدولية
| العام      | المسابقة                                       | المكان                            | المركز                 | حدث        | ملاحظة     |
| تمثيل كندا | تمثيل كندا                                     | تمثيل كندا                        | تمثيل كندا             | تمثيل كندا | تمثيل كندا |
| ---------- | ---------------------------------------------- | --------------------------------- | ---------------------- | ---------- | ---------- |
| 2015       | بطولة ألعاب القوى الأمريكية للناشئين           | إدمونتون، كندا                    | الرابع                 | دفع الجلة  | 14.57 م    |
| 2017       | دورة الألعاب الجامعية الصيفية                  | تايبيه، تايوان                    | العاشر                 | دفع الجلة  | 16.32 م    |
| 2019       | دورة الألعاب الجامعية الصيفية                  | نابولي، إيطاليا                   | الأول                  | دفع الجلة  | 18.31 م    |
| 2019       | ألعاب عموم أمريكا                              | ليما، بيرو                        | السادسة                | دفع الجلة  | 17.62 م    |
| 2019       | بطولة العالم                                   | الدوحة، قطر                       | الرابعة والعشرون (ربع) | دفع الجلة  | 17.24 م    |
| 2021       | الألعاب الأولمبية                              | طوكيو، اليابان                    | الثامنة والعشرون (ربع) | دفع الجلة  | 16.62 م    |
| 2022       | بطولة العالم لألعاب القوى داخل الصالات المغلقة | بلغراد، صربيا                     | المركز السابع          | دفع الجلة  | 19.02 م    |
| 2022       | بطولة العالم                                   | يوجين، الولايات المتحدة الأمريكية | المركز الرابع          | دفع الجلة  | 19.77 م    |
| 2022       | دورة ألعاب الكومنولث                           | برمنغهام، المملكة المتحدة         | المركز الأول           | دفع الجلة  | 19.03 م    |
| 2022       | بطولة NACAC                                    | فريبورت، جزر البهاما              | الأول                  | دفع الجلة  | 20.15 م    |
| 2023       | بطولة العالم                                   | بودابست، المجر                    | الثاني                 | دفع الجلة  | 20.08 م    |
| 2023       | دورة ألعاب عموم أمريكا                         | سانتياغو، تشيلي                   | المركز الأول           | دفع الجلة  | 19.19 م    |
| 2024       | بطولة العالم لألعاب القوى داخل الصالات المغلقة | جلاسكو، المملكة المتحدة           | المركز الأول           | دفع الجلة  | 20.22 م    |
| 2024       | الألعاب الأولمبية                              | باريس، فرنسا                      | المركز الثاني عشر      | دفع الجلة  | 17.48 م    |